# Polarni mikrotubuli
Polarni mikrotubuli (nekinetohorni) su mikrotubuli u diobenom vretenu.
Jedna su od triju vrsta mikrotubula koji tvore diobeno vreteno, uz astralne i kinetohorne. Polarni se mikrotubuli spuštaju iz centrosoma i prelaze polovinu stanice. Na tom se mjestu polarni mikrotubuli preklapaju s mikrotubulima (mikrocjevčicama) koje dolaze iz drugog centrosoma. Tako se stanični sadržaj jače razdvaja.